# Vaux-sur-Somme
Vaux-sur-Somme è un comune francese di 324 abitanti situato nel dipartimento della Somme nella regione dell'Alta Francia. Nei cieli di questo villaggio venne abbattuto in combattimento il celebre aviatore Manfred von Richthofen nel 1918.

## Società

### Evoluzione demografica
Abitanti censiti